# Fezã
Fezã (português brasileiro) ou Fezão (português europeu), também chamada Fazânia e Fezânia (em árabe: فزان; romaniz.: Fuzzan, Fezzan, Fezan ou Fazan; em latim: Phasania) é uma região no sudoeste da Líbia. Dominada por desertos, apresenta algumas montanhas e uádis (vales formados por leitos secos de rios) ao norte, onde oásis permitem a existência de antigas cidades e vilarejos nas profundezas do Saara.[carece de fontes?]

Antiga divisão administrativa da Líbia, com a localização de Fezã

Até o início da década de 1970, era uma das três províncias (muhafazah ou vilaiete) da Líbia, junto da Cirenaica e a Tripolitânia. Sua capital e maior cidade era Saba. A região é habitada por tuaregues nômades, em especial nas fronteiras com Argélia e Níger, que cruzam sem formalidades. Durante o final da Segunda Guerra Mundial, esta província foi administrada como colônia francesa até 1945.